# Vilija Matačiūnaitė

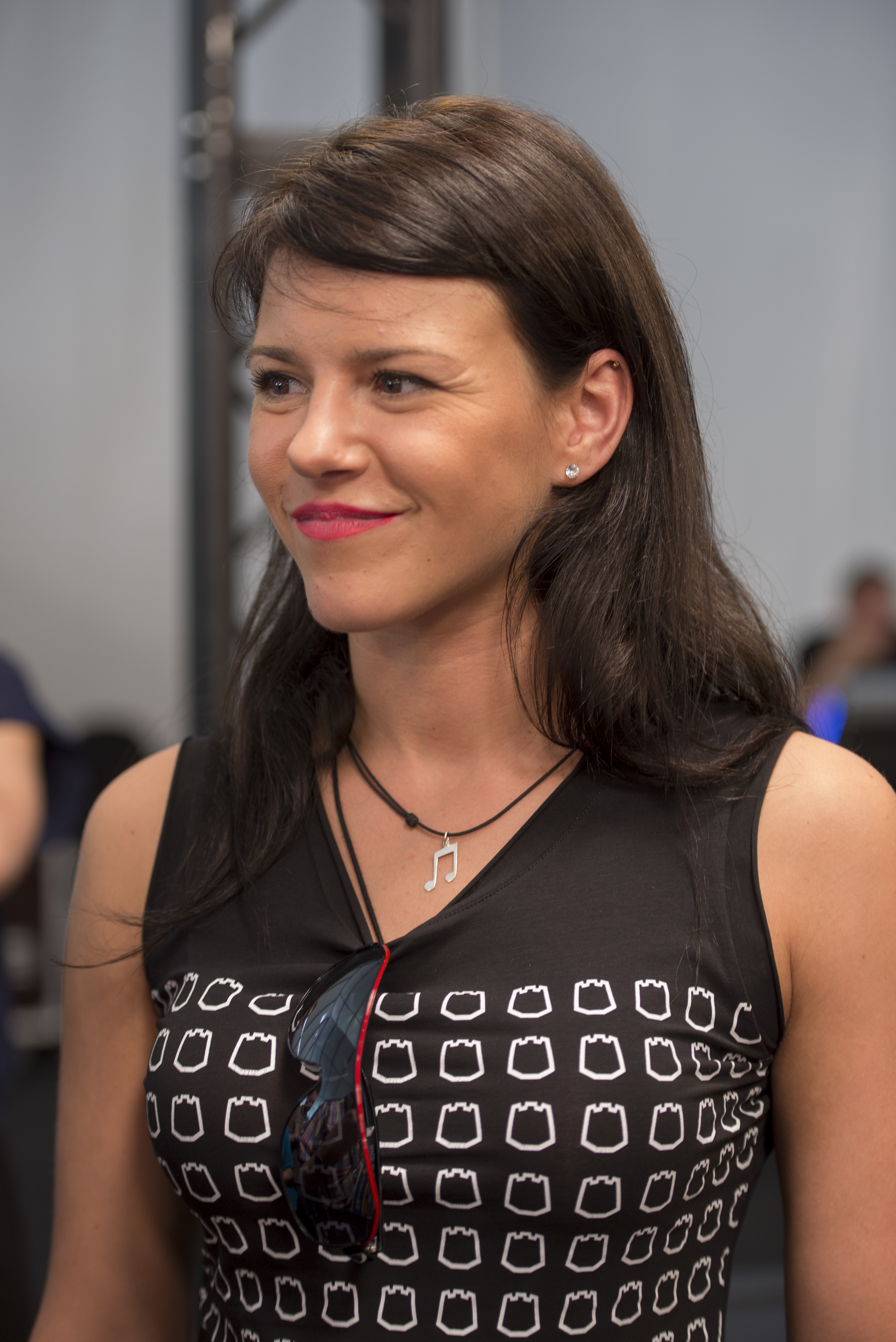
Vilija Matačiūnaitė (2014)

Vilija Matačiūnaitė (* 24. Juni 1986 in Vilnius, Litauische SSR, Sowjetunion) ist eine litauische Popmusikerin.

## Leben
Nach dem Abitur 2005 am Gymnasium in Užupis arbeitete Vilija Matačiūnaitė als zweite Regisseurassistentin beim Film Diringas (Regie von Ignas Miškinis), nahm am Festival in Moldawien teil und studierte Immobilienmanagement an der Technischen Universität Vilnius, ab 2006 Business Management an der Universität Vilnius und danach Musik am Kollegium Vilnius.
Matačiūnaitė zog die Aufmerksamkeit der Medien im Jahr 2005 auf sich, als sie das Finale in der nationalen Vorentscheidung zum Eurovision Song Contest 2005 erreichte und den siebten Platz belegte. Im selben Jahr war sie Teilnehmerin der populären Musik-Reality-Show Kelias į žvaigždes (LNK), wo sie Zweite wurde. 2010 belegte sie den zweiten Platz bei der Tanz-Reality-Show Kviečiu šokti. 2013 gewann sie den Musikwettbewerb von LRT televizija. Auch war sie Moderatorin bei der Show Romeo ir Džiuljeta von TV3.
Nachdem sie die litauische Vorentscheidung zum Eurovision Song Contest 2014 gewonnen hatte, trat sie in Kopenhagen mit dem selbst komponierten Song Attention beim zweiten Halbfinale an. Sie konnte sich jedoch nicht fürs Finale qualifizieren. Durch die niederländische eurovisionhouse Website gewann sie zwei Wochen nach dem Wettbewerb den Preis für das schlechteste Kostüm im Wettbewerb 2014, den Barbara-Dex-Award.
Nach ihrem Auftritt beim Eurovision Song Contest blieb Matačiūnaitė der litauischen nationalen Vorentscheidung treu: dort nahm sie in den Jahren 2017, 2022, 2024 und 2025 teil, ohne jedoch zu gewinnen. Weiterhin nahm sie im Jahre 2021 unter dem Namen Sunday Afternoon teil. 

## Filmografie
- 2010: Mano mylimas prieše (Fernsehserien; Rolle: Miglė)